# Anton Josef Batthyány

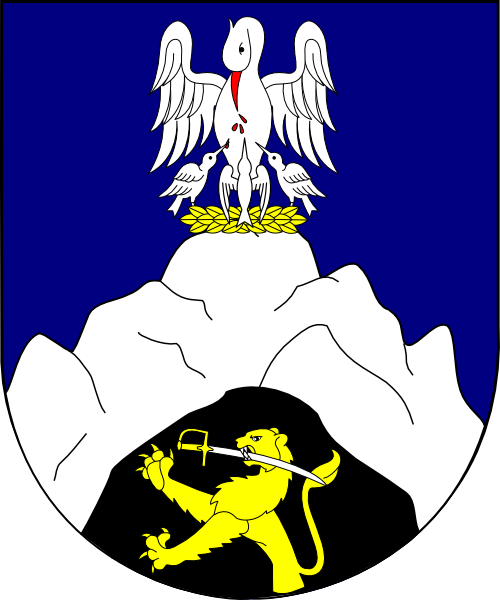
Wappen der Linien der Batthyány-Sekundogenitur

Anton Josef Batthyány (ungarisch Batthyány Antal József; * 15. Oktober 1762 in Wien; † 20. September 1828 ebenda) war ein ungarischer Magnat und Grundherr aus der Adelsfamilie Batthyány, und als solcher Graf von Batthyány de Németújvár. Er wird im Stammbaum seiner Familie als Anton II. Josef geführt, und war Besitzer zahlreicher Herrschaften in den Territorien der heutigen Staaten Österreich, Kroatien und Ungarn. Zu seinen Kindern zählten Gustav I., der 5. Fürst Batthyány-Strattmann, und Kázmér Batthyány, der erste Außenminister Ungarns.

## Herkunft und Familie
Anton II. entstammte dem alten und weit verzweigten ungarischen Magnatengeschlecht Batthyány, das als Grafen und Fürsten zu den bedeutendsten Adelsfamilien der Habsburgermonarchie gehörte. Als drittes und letztes Kind und einziger Sohn von Theodor I. Graf Batthyány und dessen Ehefrau Philippine (1734–1811), geb. Gräfin Esterházy von Galántha, entstammte er der älteren, sogenannten Christoph-Linie der Familie bestehend aus den Nachkommen seines Ururgroßvaters Christoph II. Batthyány. Seine Großeltern väterlicherseits waren der ungarische Hofkanzler und Palatin Ludwig I. Ernst Graf Batthyány und Therese, geb. Gräfin Kinsky (1700–1775), mütterlicherseits Josef Franz Graf Esterházy von Galántha (1683–1754) – ein Enkel von Nikolaus Esterházy – und Maria Sidonia (1690–1743), geb. Gräfin Pálffy von Erdöd – eine Tochter von Feldmarschall und Palatin Johann Pálffy von Erdőd.
Zu den Geschwistern von Antons Vater Theodor gehörten Adam Wenzel, der 2. Fürst Batthyány-Strattmann, Josef Batthyány, Fürstprimas von Ungarn, sowie der Soldat und Grundherr Philipp I. Graf Batthyany.

## Leben und Wirken
Geboren wurde Anton Josef – der familienintern meist Tonerl genannt wurde – am 33. Geburtstag seines Vaters Theodor. Wie seine drei älteren Schwestern kam er in Wien zur Welt und wuchs dort auch auf. Die Familie besaß zwischen 1768 und 1786 drei Häuser an der Ecke der Währinger Straße mit der heutigen Lackierergasse, wo Anton den Großteil seiner Kindheit verbrachte. Sein Vater war einer der wichtigsten westungarischen Grundherren seiner Zeit, und gehörte zu den wenigen Adligen des Königreiches, die Interesse an der einsetzenden Industriellen Revolution zeigten. Er besaß mehrere Manufakturen und Bergwerke und war auch als Schiffsbauer tätig. Zu seinen Grundherrschaften gehörte unter anderem Bernstein im heutigen Burgenland, weshalb die Familie vermutlich auch viel Zeit auf Burg Bernstein verbrachte. Einer der Kupferstollen im Ort war nach Anton Josef benannt – der sogenannte Antoni-Stollen.

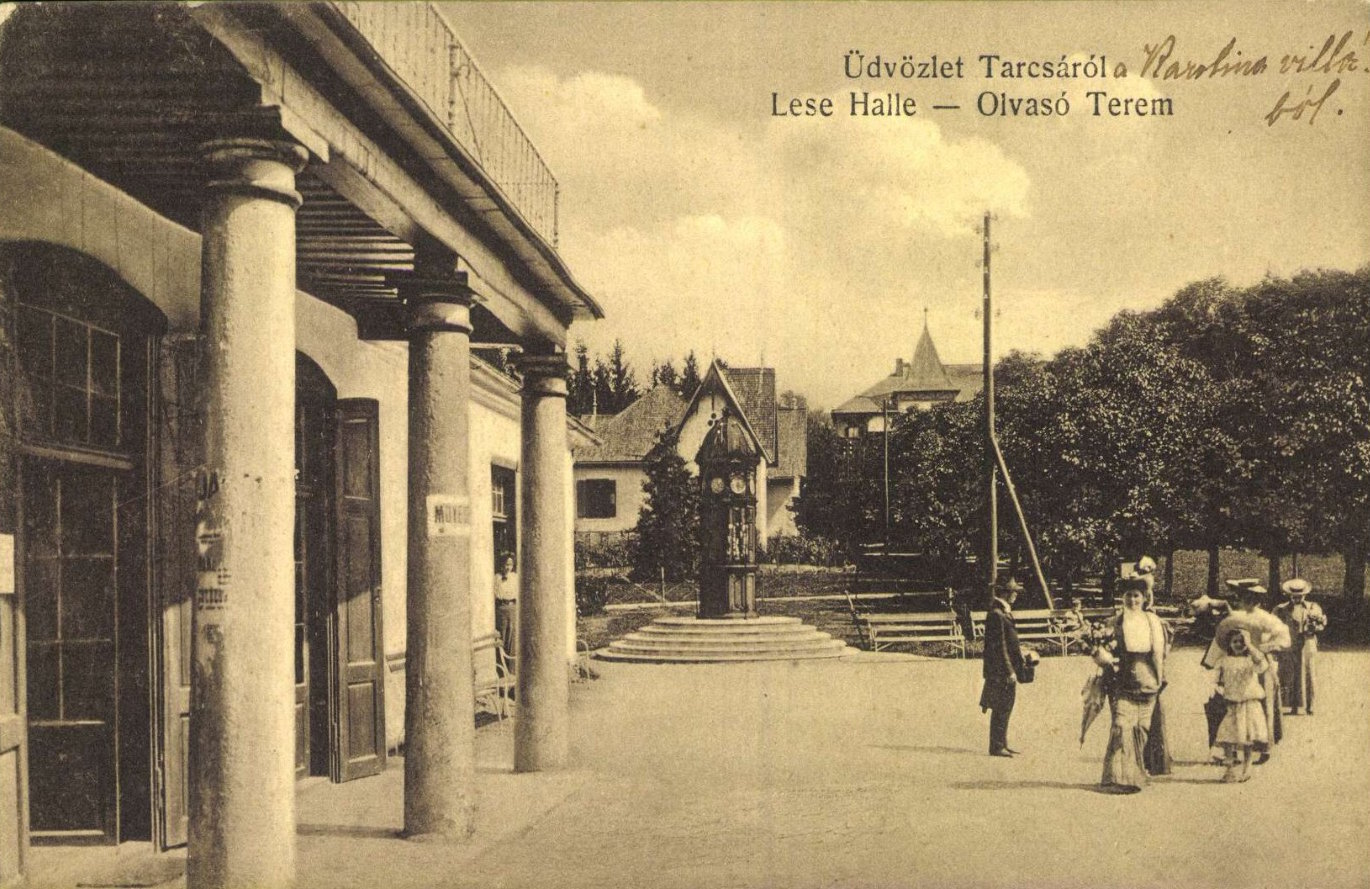
Der unter Anton Josef ausgebaute Kurort Bad Tatzmannsdorf (1913)

Noch zu Lebzeiten seines Vaters erhielt Anton von diesem Ort und Bad Tatzmannsdorf in der Herrschaft Bernstein. Die Übergabe erfolgte vermutlich um das Jahr 1791 herum. Anton Josef setzte den bereits von seinem Vater begonnenen Ausbau des Badeortes fort und ließ unter anderem 1795 an der Quelle des Kurortes den klassizistischen "Tempel der Genesung" errichten. Den später von seinem Vater geerbten Kurort Harkány in der Herrschaft Siklós ließ er ebenfalls ausbauen und förderte den dortigen Kurbetrieb.
Nach dem Tod des kinderlos gebliebenen jüngeren Bruder seines Vaters, Philipp I., sollte er dessen Willen folgend 1795 die Herrschaft Hainburg mit dem von seinem Onkel fertig gestellten Neuen Schloß erben. Aufgrund familieninterner Streitigkeiten ging dieses Erbe aber zunächst an Antons Onkel Kardinal Josef Batthyány. Erst nach dessen Tod 1799 erbte er den dortigen Besitz, verkauft ihn wegen vermutlicher finanzieller Schwierigkeiten zwischen 1801 und 1803 aber an seinen Vater. Als dieser 1812 verstarb, erbte Anton die Herrschaften Bernstein, Bicske, Brod, Grobnik, Kisbér, Mozsgó, Ozalj, Petersdorf (Anteil der älteren Linie der Batthyány), Rechnitz mit Poschendorf, Siklós, Somodor und Uszögh bei Fünfkirchen. Zusätzlich erwarb er noch Hantos in der Nähe von Székesfehérvár. Er war außerdem Besitzer der von seinem Vater erworbenen Nadelburg, die er 1815 wegen fortlaufender finanzieller Probleme des Unternehmens aber veräußerte.
Anton lebte in Preßburg, Wien und Graz. In Preßburg wurden seine beiden Söhne Gustav und Kasimir geboren, in Graz verstarb seine erste Frau Marie, geb. Gräfin Festetics. Anton selbst verstarb am 20. September 1828 im Alter von 65 Jahren in Wien. Er wurde in der Batthyány-Familiengruft unter Franziskanerkloster und Klosterkirche Güssing begraben, wo die Batthyány seit 1522 auch ihren Stammsitz auf der gleichnamigen Burg hatten.

## Ehe und Nachkommen

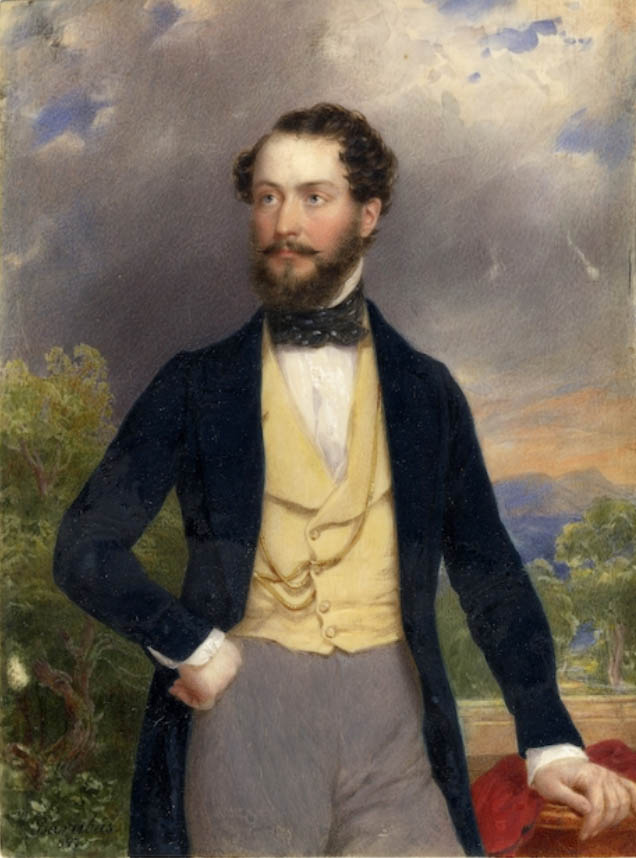
Antons Sohn Kázmér wurde unter Lajos Kossuth Außenminister Ungarns

In erster Ehe war Anton II. mit Marie Anna (1775–1800), geb. Gräfin Festetics von Tolna, verheiratet. Aus der Ehe gingen fünf Kinder hervor, von denen die meisten aber im Kindesalter verstarben:
- Joseph Philipp (1795–1796)
- Ladislaus (1796–1797)
- Karoline Maria Katharina Nepomuzena Vincenzia Juliana (1797–1798)
- Theresia Philippina (1798–1800)
- Juliane Maria Elisabeth Thekla (1800–1828)

Mit seiner zweiten Ehefrau Cäcilia Josefa (1775–1814), geb. Gräfin von Rogendorf hatte er weitere vier Kinder:
- Gustav Theodor Anton, 5. Fürst Batthyány-Strattmann (1803–1883) ⚭ Wilhelmine von Ahrenfeld (1791–1840), verwitwete Gräfin Ferdinand von Bubna und Littiz
- Kasimir Anton Franz Graf Batthyány (1807–1854) ⚭ Augusta (1808–1879), geb. Gräfin Szapáry
- Eleonora Eugenia Paula Aloisia (1808–1860) ⚭ Alfons Lutteroth, Freiherr von Lützerode († 1855)
- Philippina Eleonora Cäcilia Maria (1805–1884) ⚭ Johann Anton, Graf von Pergen (1804–1873)

Mit dem Tod des kinderlos gebliebenen vierten Fürsten Batthyány-Strattmann, Philipp III., im Jahr 1870 ging der Fürstentitel im selben Jahr auf Antons ältesten Sohn Gustav über.
Beide Söhne von Anton Josef waren in der Zeit vor der Ungarischen Revolution in der Nationalbewegung aktiv und verbrachten einen Großteil ihres Erwachsenenlebens im Ausland. Während Gustav bereits in den 1830er-Jahren aus freien Stücken nach England emigrierte, und dort auch eingebürgert wurde, musste Kasimir – der unter Lajos Kossuth das Amt des ungarischen Außenministers bekleidete – ins politische Exil gehen. Er emigrierte zuerst zusammen mit Kossuth ins Osmanische Reich, und später nach Paris.

## Auszeichnungen
- k.k. Kämmerer
- wirklicher Geheimer Rat[16]